# John S. Bull
Pour les articles homonymes, voir John Bull.
John S. Bull (né le 25 septembre 1934 à Memphis, Tennessee, mort le 11 août 2008) est un officier de l'U.S. Navy, pilote de chasse et astronaute américain de la NASA.

## Biographie
Il rejoint l'U.S. Navy en 1957, pour laquelle il accomplit plus de 2 100 heures de vol, dont 1 800 heures en jet.
Il est sélectionné en 1966 dans le Groupe d'astronautes 5, et est nommé en novembre 1967 en tant qu'équipage de secours pour la deuxième mission Apollo, mais n'a participé à aucun vol. 
En avril 1967, il a été choisi comme pilote du module lunaire pour un test de qualification du module dans une chambre à vide avec James Irwin en tant que commandant mais, avant de procéder à ces tests, les deux astronautes doivent se livrer à des exercices d'évacuation d'urgence : ils doivent sortir le plus rapidement possible de la chambre à vide B du SESL (Space Environment Simulation Laboratory). Ils sont donc fréquemment soumis à des changements de pression. Bull ne les supportant pas, ses sinus en sont fortement affectés au point qu'il lui devient bientôt impossible de procéder aux tests dans le LEM et qu'il est contraint de démissionner en juillet 1968.
Bull travaille par la suite au centre de recherche de la NASA où il dirige des recherches sur des systèmes de vol.
Il décède en 2008 à South Lake Tahoe en Californie.

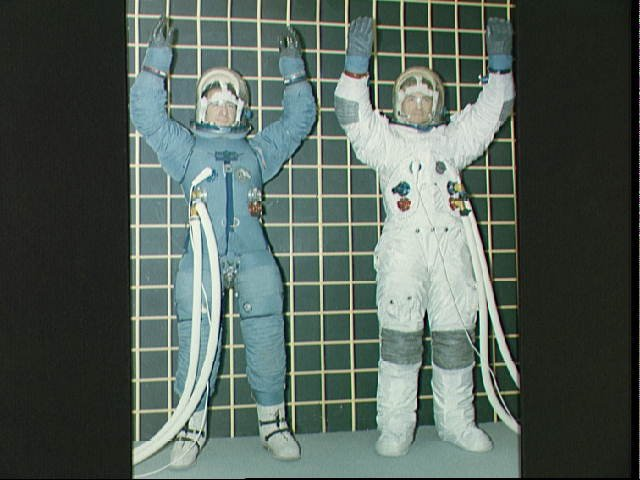
James Irwin et John Bull (à droite) en train de tester différents modèles de combinaisons spatiales.